# أبرار ألفي
أبرار ألفي (بالهندية: अबरार अलवी؛ بالإنجليزية: Abrar Alvi) هو كاتب سيناريو ومخرج وممثل هندي (وحمل سابقاً جنسية الراج البريطاني)، ولد في 19 يوليو 1927، وتوفي في 18 نوفمبر 2009 في مومباي في الهند. من الجوائز التي نالها جائزة فيلم فير لأفضل مخرج ‏ سنة 1963.

## جوائز
- جائزة فيلم فير لأفضل مخرج [الإنجليزية]‏ (1963)

## وصلات خارجية
- أبرار ألفي على موقع IMDb (الإنجليزية)
- أبرار ألفي على موقع أول موفي (الإنجليزية)
- أبرار ألفي على موقع قاعدة بيانات الفيلم (الإنجليزية)
- أبرار ألفي على موقع كينوبويسك (الروسية)